# Машо Јелић
Машо Јелић (Баре, код Шавника, 1908 – Тара, 1944), био је учесник Народноослободилачке борбе и народни херој Југославије.

## Биографија
Родио се у селу Баре, код Шавника, 1908. године. Основну школу је завршио у родном месту, а гимназију је похађао у Никшићу, Колашину и Пљевљима. Школовање је даље наставио на Правном факултету Универзитета у Београду. Учествовао је у многим демонстрацијама против диктатуре и против плаћања школарине и разних такси. Рано је остао без родитеља, па је због тешке материјалне ситуације морао да прекине школовање и враћа се у своје село где наставља револуционарни рад. Једа је од организатора сакупљања „Црвене помоћи” која је била намењена породицама шпанских бораца и политичких затвореника. у КПЈ је примљен 1940. године. У Барама је у лето 1940. године одржан протестни скуп на коме је између осталих говорио и народни херој Вукман Крушчић. Тада је дошло до сукоба са жандарима и захваљујући интервенцији Маше Јелића који је окупио људе, нису успели да га ухапсе.
Капитулација земље га је затекла у родном месту. Од првог дана активно учествује у сакуљању наоружања, а као резервни официр неуморно ради на обучавању борбених група. Постављен је за командира Ускочке чете и учествовао је у борбама за ослобођење Шавника 22. јула 1941. године. После ослобођења овог места вратили су се у свој крај и формирали Ускочки територијални батаљон за чијег командната је постављен Машо Јелић. Учестовао је у борбама против италијана и четника на сињајевинском фронту у зиму 1942. године. Након десет узастопних јуриша успео је 1. маја да разбије одред четника Павла Ђуришића. Када је формирана Четврта пролетерска бригада постао је командир чете петог батаљона. Учествовао је у свим борбама ове бригаде.
Нарочито се истакао у борбама на Неретви између Дувна и Посушја почеком марта 1943 и у Бици на Сутјесци. Својим храбрим држањем и добрим распоредом чете на Тисовом брду допринео је да снаге Петог батаљона одбију јурише немаца и омогуће пробој Седмој банијској дивизији. Као командант петог батаљона Четврте пролетерске бригаде у продору ка Србији учествовао је у борби око Прибоја. После вишечасовне борбе у августу 1944. године успео је да разбије љотићевски батаљон. Истакао се у борбама на прузи Вишеград - Ужице. У борби са Немцима на Повлену у мају 1944. године је смртно рањен.
Указом Президијума Народне скупштине ФНР Југославије, 20. децембра 1951. године, проглашен је за народног хероја.